# Mephitidae
Los mefítidos (Mephitidae) son una familia de mamíferos omnívoros conocidos como zorrillos, zorrinos, mapurites, mofetas, epates o chingues. Son animales de mediano tamaño, que habitan principalmente en América, con un género en el Sudeste Asiático.
Existen doce especies de mefítidos en cuatro géneros: Conepatus (mofeta nariguda, cuatro especies); Mephitis (la mofeta encapuchada y la mofeta rayada, dos especies); Mydaus (tejones apestosos, dos especies); y Spilogale (mofeta moteada, cuatro especies). Los dos tejones apestosos del género Mydaus habitan en Indonesia, Brunei, Malasia y Filipinas; los demás miembros de la familia habitan en América, desde Canadá hasta el centro de Sudamérica. Todos los demás mefítidos están extintos, conocidos a través de fósiles, incluidos los de Eurasia.

## Características y comportamiento
Su principal rasgo característico es el fuerte y fétido olor que segregan sus glándulas odoríferas. Este olor es emitido cuando la mofeta se siente amenazada. Antes de la emanación, la mofeta adopta una posición corporal distinta según la especie: algunas levantan su cola, mientras que otras levantan las patas traseras, quedando apoyadas solamente sobre las delanteras. La sustancia emitida puede llegar fácilmente a los dos metros de distancia. El tiempo de duración del olor tras el rociado es de dos semanas y un mes si no se sigue un tratamiento contra el olor. Cuando una mofeta muere, el olor permanecerá más tiempo, pues al podrirse la carne empeora el olor. De todos modos, ante situaciones amenazantes, todas las especies emiten un sonido agudo, que producen también cuando se pegan a alguna superficie. Esto les permite protegerse de los depredadores.
El pelaje es básicamente bicolor, presentando mayormente un diseño con un color de fondo en negro sobre el cual se presentan rayas o bandas de color blanco, lo que sugiere que, al igual que otras especies con patrones similares, advierten a sus agresores de la posesión de algún tipo de defensa oculta. Son omnívoros, pueden alimentarse tanto de insectos como de huevos, frutas, mamíferos pequeños, pájaros y miel.[cita requerida]
Las hembras tienen un período de gestación de cincuenta y cinco días y llegan a parir entre una y diez crías, que se alimentan de leche materna aproximadamente durante diez semanas.[cita requerida]

## Estilo de vida
Las mofetas viven en madrigueras que son excavadas por las hembras. Durante el invierno pasan un período de letargo, el cual no llega a ser una hibernación completa. Tienen unas patas delanteras con unas garras muy fuertes, con ellas tienen la capacidad de poder escarbar en la tierra, buscar alimentos, tales como insectos o huevos, también desarrollan la construcción de sus madrigueras con ellas. Las mofetas macho, generalmente tienen una vida muy solitaria, viven en sus madrigueras y casi nunca están en compañía de otras mofetas, únicamente buscan a las hembras cuando tienen que reproducirse, esto sucede sobre todo en los tiempos de finales de invierno y cuando comienza la primavera. [cita requerida]
Con respecto a las hembras, ellas optan por la vida junto a sus crías, especialmente cuando llegan los tiempos de invierno, en los cuales permanecen encerradas en su madriguera con ellas, en raras ocasiones el macho puede tomar la decisión de quedarse con ellos. A veces comparten madrigueras cavadas por otras especies como zorros y mapaches.[cita requerida]
Las mofetas son omnívoras. Por lo general, comen alimentos vegetales, gusanos, insectos y otros invertebrados, así como pequeños vertebrados: serpientes, pájaros y sus huevos, roedores. En las partes del norte de la cordillera, las mofetas comienzan a acumular reservas de grasa en otoño. En invierno no hibernan, pero en los días fríos se vuelven inactivos y no salen de sus refugios, saliendo a alimentarse solo cuando hace más calor. Las mofetas pasan el invierno en madrigueras permanentes en grupos formados por un macho y varias (hasta 12) hembras; en el resto del año son mayoritariamente solitarios, aunque no son territoriales y no marcan los límites de sus áreas. Las áreas de alimentación suelen ocupar de 2 a 4 km² para las hembras y hasta 20 km² para los machos.[cita requerida]
Las mofetas tienen buen sentido del olfato y del oído, pero mala vista. No distinguen entre objetos situados a una distancia superior a 3 m.[cita requerida]

### Reproducción
Por regla general, las mofetas tienen una temporada de apareamiento fija, pero esto depende en gran medida del hábitat y del clima.[cita requerida]
Las mofetas no son agresivas durante la mayor parte del año y solo durante la temporada de reproducción los machos pelean por las hembras. La temporada de reproducción comienza a principios de la primavera y dura de 2 a 3 meses.  En algunas especies se produce una nidación retrasada, lo que significa que el óvulo fecundado permanece en el útero durante un periodo de tiempo más largo antes de implantarse. En el caso de la mofeta moteada occidental, pueden transcurrir ocho meses entre el apareamiento y el nacimiento, aunque el período de gestación real es mucho más corto y es probable que dure entre 40 y 65 días para la mayoría de las especies.[cita requerida]
En Mephitis y Conepatus el embarazo dura de 2 a 3 meses; en la mofeta manchada y las poblaciones del norte de Spilogale putorius, el embarazo tiene una fase de implantación tardía y dura hasta 250 días o más. Hay de 2 a 10 cachorros en la camada, que nacen ciegos y desnudos, pero con glándulas odoríferas desarrolladas. Durante la primera semana de vida, los cachorros están completamente indefensos y dependen de su madre. Los machos no participan en el cuidado de la descendencia. Los zorrillos jóvenes se vuelven independientes a los 2 meses (es decir, en agosto). La madurez sexual se alcanza al final del primer año de vida.[cita requerida]
La hembra suele dar a luz de cuatro a cinco crías, aunque en casos raros el número de crías en una camada puede llegar a dieciséis. Los recién nacidos son inicialmente ciegos y sin pelo, pero crecen rápidamente. A los 35 días empiezan a caminar, a los dos meses aproximadamente son destetados y a los seis meses o un año dejan a la madre y alcanzan la madurez sexual.[cita requerida]
La mortalidad entre las mofetas jóvenes es muy alta: 50-70%, como resultado de la morbilidad y los ataques de los depredadores. Las mofetas generalmente tienen una esperanza de vida baja y muchos no sobreviven a su primer invierno. En estado salvaje suelen vivir hasta los cinco o seis años (aunque el 90% rara vez vive más de 3-4 años); bajo el cuidado humano, ningún animal ha vivido más de doce años.[cita requerida]

## Composición de la secreción defensiva

Estructura química de los tioles secretados por la mofeta.

Las investigaciones sobre la secreción de las glándulas anales se han llevado a cabo desde varios enfoques desde el siglo XIX, por lo que hoy en día se tiene una idea bastante precisa de su composición. El químico alemán Friedrich Wöhler y su asistente T. Swarts pudieron demostrar en 1868 que la secreción es una mezcla de sustancias que consta de al menos un componente que contiene azufre y un componente que contiene nitrógeno. En 1896, el químico Thomas Aldrich pudo describir propiedades más concretas de la sustancia. Describió la secreción como un "líquido transparente y aceitoso de color amarillo dorado a ámbar claro con un olor característico, acre y extremadamente fuerte con una gravedad específica de 0,939". Además, Aldrich identificó un butanotiol como su componente esencial basándose en el punto de ebullición de una fracción de la secreción. Un año más tarde, junto con Jones, identificó el segundo componente esencial como 2-metilquinolina y una segunda sustancia que contenía nitrógeno y azufre, todavía desconocida en aquel momento. En 1945, el químico estadounidense Philip Stevens aisló la sustancia sulfuro de bis(2-butenilo) de la secreción mientras buscaba una sustancia similar a la muscona, el olor del almizcle. 
En 1975, Andersen y Bernstein utilizaron por primera vez la cromatografía de gases para analizar las secreciones. Los científicos identificaron como componentes principales el 2-buteno-1-tiol y el 3-metil-1-butanotiol con un contenido total de alrededor del 66% y el disulfuro de (2-butenil)metilo como el tercer compuesto más común con un contenido de alrededor del 7%. Combinando la cromatografía de gases con la espectrometría de masas, los dos científicos pudieron detectar en 1982 un total de 160 componentes, 150 de los cuales contienen azufre. Se pudo confirmar que el 2-buteno-1-tiol y el 3-metil-1-butanotiol eran los componentes mayoritarios, pero ya no se detectó disulfuro de (2-butenil)metilo y el tercer componente más común ahora era el sulfuro de (2-butenil)propilo. Además, se encontraron disulfuro de (3-metilbutil)butilo y disulfuro de (2-butenil)butilo y se confirmó que 2-metilquinolina era un componente. El primer tioéster detectado fue tioacetato de S-(3-metilbutilo). 
En 1990, William F. Wood trabajó en una mayor aclaración examinando inmediatamente las secreciones recién obtenidas mediante cromatografía de gases y espectrometría de masas. No pudo detectar ni el disulfuro de (2-butenil)metilo ni el sulfuro de (2-butenil)propilo; en cambio, analizó el tioacetato de S-(2-butenilo) como el tercer compuesto más común. La falta de componentes se explica por el hecho de que estas sustancias sólo se forman durante el procesamiento. Los recientemente identificados fueron 2-quinolilmetanotiol y éster S-(2-quinolilmetilo) del ácido tioacético.

## Hábitat
Las mofetas habitan en una variedad de paisajes, que incluyen áreas boscosas, llanuras cubiertas de hierba, agrocenosis y áreas montañosas. Evita los bosques densos y las áreas pantanosas. Llevan un estilo de vida nocturno. Por regla general, cavan sus propios agujeros u ocupan los agujeros de otros animales. Algunas mofetas (Spilogale) son excelentes trepadores de árboles.[cita requerida]

## Géneros y especies
Anteriormente eran consideradas una subfamilia de los mustélidos, hasta que un estudio del ADN, llevó a reorganizarlas en dicha familia. Según Mammal Species of the World la familia contiene actualmente cuatro géneros y doce especies:
- Género Conepatus
  - Conepatus chinga, chingue o zorrino.
  - Conepatus humboldtii, zorrino de la Patagonia.
  - Conepatus leuconotus, zorrillo oriental de nariz porcina.
  - Conepatus semistriatus - zorrillo amazónico.
- Género Mephitis (tipo)
  - Mephitis macroura, mofeta de capucha.

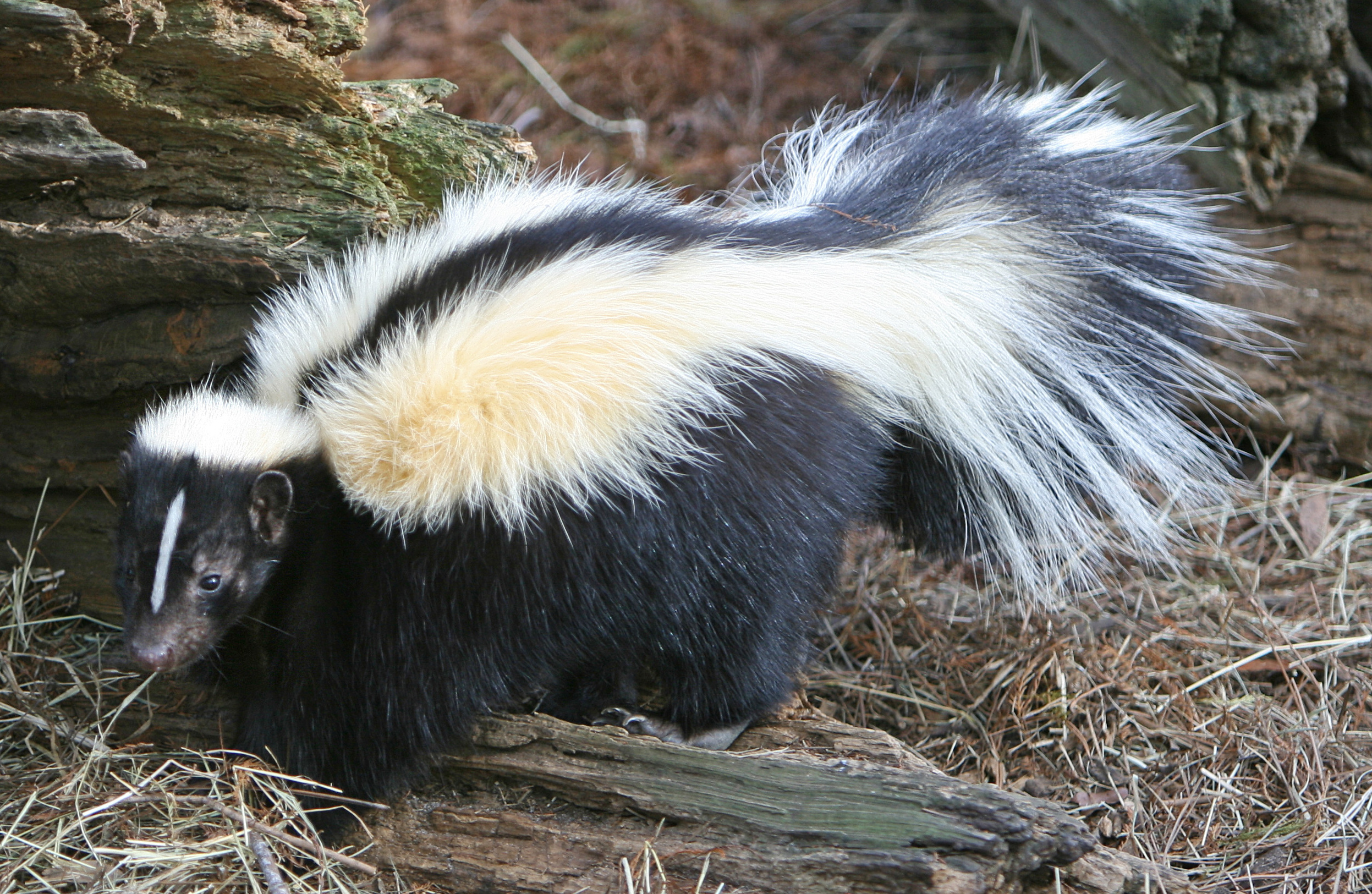
Mephitis mephitis.

- - Mephitis mephitis, mofeta común o rayada.
- Género Mydaus

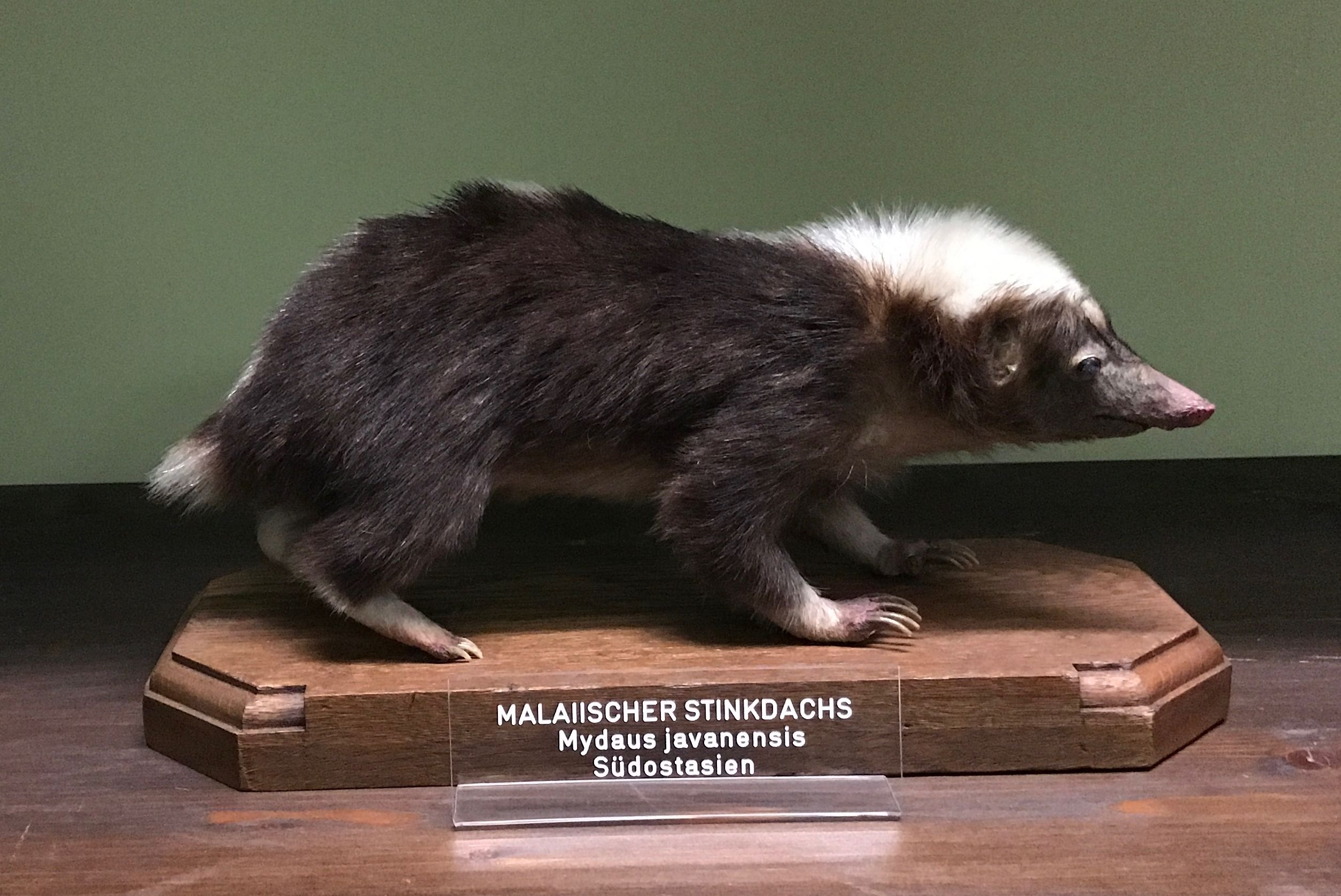
Mydaus javanensis

- - Mydaus javanensis, tejón mofeta malayo o teledu.
  - Mydaus marchei, tejón mofeta de Palawan.
- Género Spilogale
  - Spilogale angustifrons, mofeta moteada común.

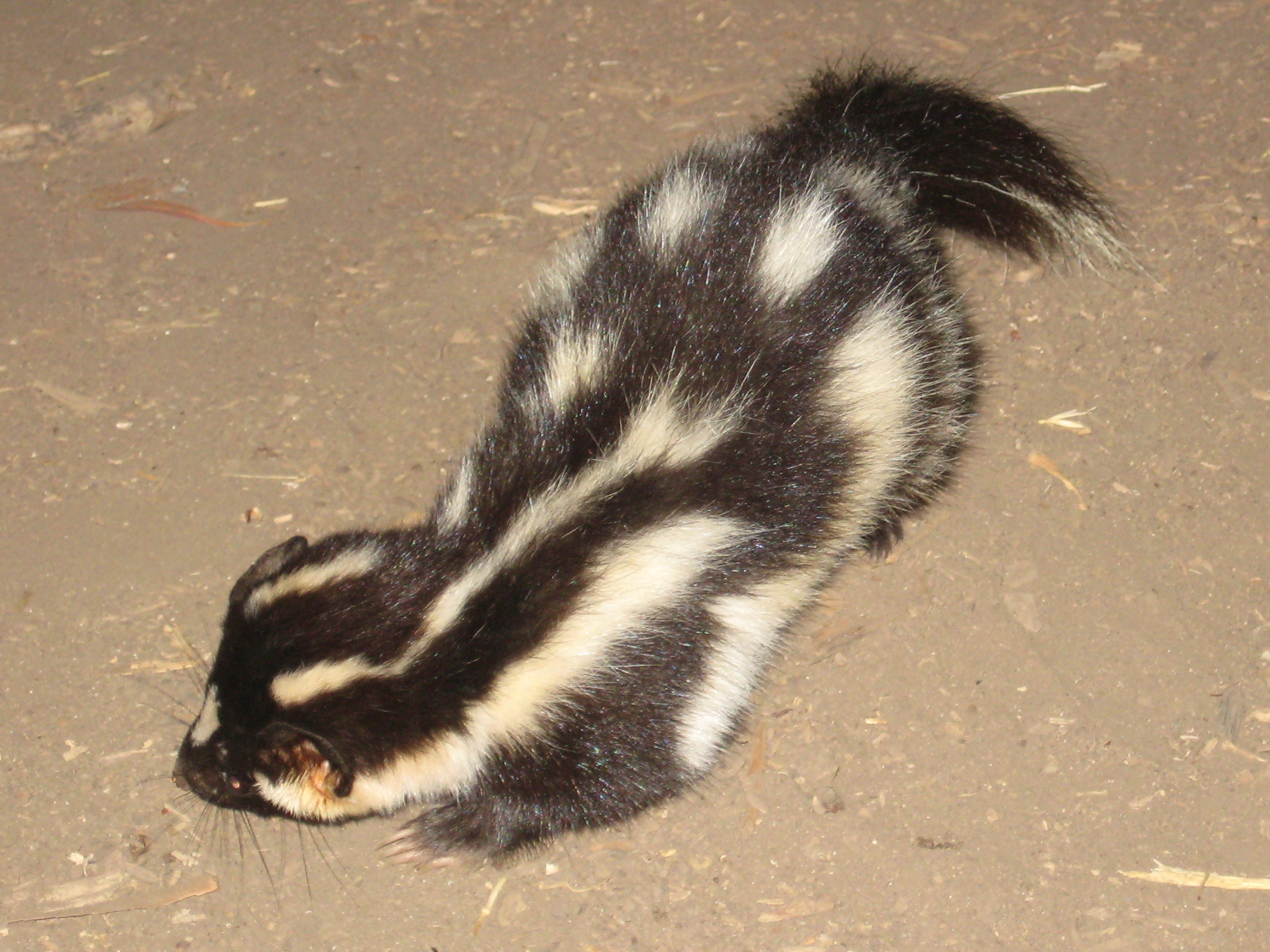
Spilogale gracilis.

- - Spilogale gracilis, mofeta moteada occidental.
  - Spilogale putorius, mofeta moteada oriental.
  - Spilogale pygmaea, mofeta moteada pigmea.

Además, se conocen los siguientes géneros fósiles:
- Brachyopsigale † Hibbard, 1954
- Brachyprotoma † Brown, 1908
- Buisnictis[11] † Hibbard, 1950
- Martinogale[12] † Hall, 1930
- Mesomephitis † Petter, 1967
- Miomephitis † Dehm, 1950
- Nannomephitis † Kretzoi, 1952
- Osmotherium † Cope, 1896
- Palaeomephitis † Jäger, 1839
- Plesiomeles † Viret & Crusafont, 1955
- Pliogale † Hall, 1930
- Promephitis[13] † Gaudry, 1861

## Zorrillos y humanos
Los humanos cazan a los zorrillos por diversas razones. Por un lado, se teme que sean portadores de rabia y, por otro, invaden ocasionalmente granjas avícolas. [cita requerida] Después de eliminar con éxito el olor de la piel de zorrillo  la demanda aumentó a partir de 1870 y la piel permaneció muy de moda para la ropa de piel hasta después de la Primera Guerra Mundial.  A veces, el zorrillo incluso se criaba en granjas peleteras; Actualmente la piel ya casi no se utiliza.[cita requerida] Otra fuente de peligro es el tráfico rodado, que mata a muchos animales, especialmente en América del Norte.[cita requerida]
Sin embargo, los zorrillos están muy extendidos y no se encuentran entre las especies amenazadas; sólo el zorrillo enano moteado está catalogado como en peligro de extinción por la UICN.[cita requerida]
En 1634, la mofeta fue descrita en las Relations des jésuites (Relaciones de los Jesuitas, colección de textos enviados por los misioneros de la Compañía de Jesús enviados al virreinato de la Nueva Francia a sus superiores religiosos en París desde 1632 a 1672):

El otro es un animal parecido al basset hound, del tamaño de un perro pequeño o un gato; Le doy un lugar aquí, no por su excelencia, sino para convertirlo en un símbolo del pecado; Vi tres o cuatro. Tiene un pelaje negro bastante bonito y brillante, tiene dos rayas completamente blancas en el dorso, que se unen hacia el cuello y gancho de la cola, formando una raya que le da una gracia muy bonita; La cola es espesa y bien provista de pelo como la cola de un zorro, la lleva enroscada como una ardilla, es más blanca que negra: se diría a la vista, sobre todo cuando camina, que merece ser llamado el perrito de Júpiter; pero es tan apestoso y su olor es tan repugnante, que no es digno de ser llamado perro de Plutón; no hay vía más infecta; No lo hubiera creído si no lo hubiera sentido yo mismo, casi te falla el corazón cuando te acercas a él. Matamos a dos de ellos en nuestro patio; Varios días después olía tan mal en toda nuestra casa que no podíamos soportar el olor. Creo que el pecado que sintió Santa Catalina de Siena debió ser del mismo hedor.

## Remedio contra el olor
Paul Krebaum, un químico de Illinois, desarrolló una fórmula que neutraliza el olor de la mofeta al cambiar la composición química de los tioles que contiene. Para preparar esta fórmula se combina un litro de peróxido de hidrógeno (agua oxigenada) al 3% con una cucharada de detergente y ¼ de taza de bicarbonato sódico. Esta solución puede aplicarse a la mayoría de superficies. También sirve para aplicar sobre el pelaje, por ejemplo, de un perro que haya sido rociado por una mofeta. La mezcla de peróxido funciona al oxidar los tioles y cambiar su composición química. Dado que esta mezcla libera oxígeno, se descompone con rapidez y no puede ser almacenada. Toda la mezcla debe ser utilizada en un solo uso.